# Kinexia
Kinexia (від грец. «рух») — компанія, що котирується на телематичному фондовому ринку італійської біржі зі штаб-квартирами в Мілані та Лондоні.
Компанія займається розробкою і наданням послуг у сфері відновлюваних джерел енергії, включаючи проектування, виготовлення і управління обладнання в секторі сонячної, вітрової енергетики, біомаси, біогазу, централізованого теплопостачання та енергоефективності.

## Історія
Kinexia (колишня компанія Schiapparelli) стала однією з перших компаній, що котирувались на біржі. З часом вона розділила свою комерційну діяльність на два напрямки: фармацевтика і косметика/біодобавки.
У липні 2008 року П'єтро Колюччі, підприємець, який працював в сфері «зеленої економіки», придбав компанію Schiapparelli і почав перепрофілювання діяльності в бік відновлюваних джерел енергії, перейменувавши її в Kinexia.
У 2011 році був заснований холдинг Holding Sostenya — інтегрована бізнес-група, що здійснює свою діяльність в сфері відновлюваних джерел енергії і охорони навколишнього середовища, до складу якої увійшли компанії Kinexia і Waste Italia.
В кінці листопада 2012 року Kinexia затвердила План промислового розвитку 2013 — 2015, підтвердивши як свої основні напрямки: отримання енергії в ході сільськогосподарської діяльності, централізоване теплопостачання на основі вітрових електростанцій і сонячних батарей, встановлених на даху, а також енергоефективність, з особливим акцентом на екологічність і інтернаціоналізацію.
3 квітня 2014 року Kinexia і материнська компанія Sostenya затвердили рішення про злиття шляхом поглинання Sostenya компанією Kinexia і прийняли спільний план промислового розвитку на стадії після злиття 2014 — 2018.
За посередництва компанії Innovatec, яка котирується на Альтернативному інвестиційному ринку AIM Italia та контролюється Kinexia, група Kinexia запустила проект Smart, призначений для італійського ринку корпорацій і ритейлерів, а також міжнародного ринку в секторі Smart Grid («розумні мережі електропостачання»), енергоефективності та енергозапасання.
У 2014 році Kinexia пройшла сертифікацію SR10 Міжнародної асоціації органів з сертифікації IQNet і стала першою з італійських компаній, які котируються на біржі, чиї зусилля в сфері корпоративної соціальної відповідальності були визнані міжнародною організацією.

## Kinexia у світі
Після відкриття офісу в Лондоні Kinexia ухвалила рішення про посилення присутності групи на міжнародному рівні з метою зміцнення і інтенсифікації зв'язків в сфері світових фінансів і прямих інвестицій, в тому числі, для залучення нових інвесторів, а також розвитку і відстеження взятого курсу на інтернаціоналізацію компанії в Західній Європі, на Близькому Сході, на пострадянському просторі, в Північній Африці і Латинській Америці.
Kinexia почала процес дослідження міжнародних ринків, пропонуючи свої послуги як партнера великих операторів енергетичної галузі і сфери охорони навколишнього середовища в Південному Середземномор'ї, в регіоні між Туреччиною і Північною Африкою, а також на Близькому Сході, в Перській затоці; крім цього, вона веде діалог з компаніями з країн Далекого Сходу, зайнятими у фінансовій і технологічній галузях, (зокрема, з Китаєм).

### Kinexia в Об'єднаних Арабських Еміратах
У 2013 році група Kinexia зробила конкретні кроки по шляху інтернаціоналізації, заснувавши в Об'єднаних Арабських Еміратах (ОАЕ) компанію Kinexia Renewable Energy LLC, яка була утворена на основі спільної участі Rashid Khalaf Al Habtoor (входить до складу групи Rashid Al Habtoor Holdings) і Kinexia.

### Kinexia в Китаї
13 червня 2014 року Kinexia підписала з групою CECEP меморандум про взаєморозуміння з реалізації спільного проекту з обробки води і промислових відходів в околицях китайського міста Юяо вартістю 30 мільйонів доларів. Одночасно з цим Kinexia уклала з компанією Zhejiang Media угоду вартістю 25 мільйонів доларів про створення спільного підприємства з випуску та управління енергоустановками на основі систем рекуперації енергії, одержуваної з промислового шламу, в текстильному районі на півдні Китайської Народної Республіки.